# Gibbobruchus
Gibbobruchus is een geslacht van kevers uit de familie bladkevers (Chrysomelidae). De wetenschappelijke naam van de soort werd in 1913 gepubliceerd door Maurice Pic.
De soorten uit dit geslacht komen voor in de Nearctische en Neotropische gebieden, meer dan de helft ervan in Zuid-Amerika. Ze leven hoofdzakelijk van de zaden van Bauhinia uit de vlinderbloemenfamilie (Fabaceae).

## Soorten
Na een cladistische analyse stelden Manfio, Ribeiro-Costa en Caron in 2013 dat Gibbobruchus een monofyletisch geslacht is met dertien erkende soorten:
- Gibbobruchus vinicius
- Gibbobruchus bolivianus
- Gibbobruchus speculifer
- Gibbobruchus ornatus
- Gibbobruchus polycoccus
- Gibbobruchus wunderlini
- Gibbobruchus cavillator
- Gibbobruchus scurra
- Gibbobruchus guanacaste
- Gibbobruchus iturbidensis
- Gibbobruchus mimus
- Gibbobruchus cristicollis
- Gibbobruchus divaricatae

Ze beschouwden Gibbobruchus triangularis en Gibbobruchus nigronotatus als synoniemen van Gibbobruchus cavillator.
In 2014 beschreven Ribeiro-Costa, Manfio en Bergamini een nieuwe soort uit Brazilië:
- Gibbobruchus bergamini

In 2016 beschreven Ribeiro-Costa, Manfio en Jorge nog een nieuwe soort uit het Amazonebekken van Brazilië en Ecuador:
- Gibbobruchus tridentatus